# Саборна црква Светог Василија Острошког у Пријепољу
Црква Светог Василија Острошког у Пријепољу је Саборни храм Епархије милешевске Српске православне цркве.
Црква посвећена Светом Василију Острошком, подигнута је 22. јула 1890. године, у центру града на месту старије цркве из 1852. године. Грађена је новцем црквено-школске општине и прилозима грађана. 